# Você Quer?
"Você Quer?" (também conhecida como Você, Você, Você, Você, Você, Você, Você Quer?) é uma canção da funkeira brasileira Mulher Melão, liberada para download grátis na internet no dia 1 de janeiro de 2011. A faixa foi escrita por Cristina Célia Antunes Batista (Mulher Melão) e MC Decão, com auxílio de produção do DJ Dedé. A canção fala sobre mulheres que gostam de ser sustentadas pelos homens.
"Você Quer?" ficou conhecida logo após que foi executada no programa humorístico Pânico na TV, em abril de 2011. A música conseguiu uma enorme repercussão em programas de televisão e em vários outros meios de comunicações. Além do grande sucesso no Brasil, no exterior também se tornou reconhecida, foi dançada pelos atores Sung Kang e Tyrese Gibson e pelo ator americano Ashton Kutcher. Após uma visita que fez ao Brasil, ele postou na sua página oficial do seu blog no Twitter o refrão da canção: "você, você, você...", logo em seguida, apareceu em alguns vídeos dançando a canção. Logo após todo o sucesso, Melão alegou: "Eu não esperava que a música fosse fazer esse sucesso. Meus amigos na Itália já estão cantando. Estou recebendo pedidos de show no país inteiro. Acabei de chegar de uma apresentação em Macapá. E, no avião, quando fui reconhecida, tive que cantar e dançar."